# Artigas: La Redota
Artigas: La Redota, también conocida como La Redota - Una Historia de Artigas, es una película uruguayo-española dramática-biográfica e histórica de 2011, dirigida por César Charlone y protagonizada por Jorge Esmoris, Rodolfo Sancho, Gualberto Sosa, Franklin Rodríguez y Yamandú Cruz. La producción es parte del Proyecto Libertadores, surgido en Televisión Española para la realización de largometrajes sobre el pensamiento y la vida de héroes latinoamericanos.

## Argumento
En 1884, el presidente constitucional uruguayo Máximo Santos encarga al famoso pintor Juan Manuel Blanes un retrato del general Artigas, de quien solo había un dibujo de su rostro en la ancianidad. El pintor recurre a las conocidas frases e ideas del prócer para imaginarlo y, entre los registros, encuentra los apuntes de Guzmán Larra, un espía español que había sido contratado por el triunviro de Buenos Aires Manuel de Sarratea para matar a Artigas setenta años atrás. En un flashback se retrata aquella época, cuando Artigas había emigrado con su pueblo errante y fugitivo para acampar a orillas del arroyo Ayuí, acosado por los imperios español y portugués y las intrigas de las autoridades de Buenos Aires.
Haciéndose pasar por periodista de un diario estadounidense, Larra encuentra el campamento de Artigas después de contactarse con su madre y ser conducido por el esclavo liberto Ansina. La mezcla de familias humildes, gauchos e indígenas en un campamento de 8000 personas, a la vez caótico y militarizado, impacta a Larra, quien va observando e integrándose a él, después de un intento fallido de asesinar a Artigas. Larra comienza a dudar de su misión pero Sarratea, cambia de opinión y termina matando a Larra.
A su vez, el pintor Blanes va creando una imagen de Artigas como líder y protector de los desamparados que luchan por su libertad. De esta manera, pinta un cuadro que es totalmente desechado por Santos y que Blanes debe transformar en el retrato de un militar junto a la puerta de la Ciudadela, que termina siendo la imagen más conocida de Artigas en los siglos posteriores.

## Protagonistas
| - Jorge Esmoris (Artigas) - Rodolfo Sancho (Aníbal Larra / Calderón) - Gualberto Sosa (Ansina) - Franklin Rodríguez (Santos) - Yamandú Cruz (Blanes) - Carlos Rodríguez (Otorgués) - Daniel Jorysz (Ferreira) - Daniel Díaz (capitán Martínez) | - Nelson Lence (cura Fernando) - Alejandra Aceredo (María) - Adrián Benítez (Andresito) - Sergio Pereira (Antonio) - Rafael Soliwoda (teniente portugués) - Arturo Fleitas (teniente paraguayo) - Mario Ferreira (Sarratea) |

## Crítica
Un film valioso que, a pesar de algunas irregularidades, ofrece una aproximación humana a la figura de Artigas y su tiempo. Muy buena reconstrucción de época y, en general,  buen rendimiento actoral, especialmente el de Esmoris.
Pablo Delucis 

Está bien la construcción en flashback a partir de Blanes, está bien la pintura de las tensiones internas (y la reiteración del tema de la traición) que envuelve al personaje de Artigas (no en vano terminó en Paraguay), está particularmente bien el universo visual que el director Charlone, que es sobre todo un gran fotógrafo y que aquí lo hace notar en casi cada encuadre, consigue levantar en torno o detrás de su historia.
Guillermo Zapiola 

El crítico de cine Jorge Jellinek opinó que se trata de una aproximación a la historia uruguaya, con una recreación de época y una cantidad de elementos novedosos para el cine latinoamericano, con muy buen nivel técnico, y que la composición de Esmoris tiene una presencia acorde a la dimensión del personaje que representa.[cita requerida]
El periodista, actor y músico uruguayo Cristian Font señaló que «es una película con agallas, valiente, pues así como Blanes tuvo que inventar un retrato sobre leyendas e ilustraciones difusas hechas 72 años antes, Charlone junto a Vierci parten de un cuadro para realizar el relato cinematográfico».

## Premios y nominaciones
| Año  | Premio       | Categoría      | Dirigido           | Resultado | Fuente      |
| 2012 | Premios Iris | Mejor Actor    | Jorge Esmoris      | Ganador   | [ 8 ] [ 9 ] |
| 2012 | Premios Iris | Mejor Actor    | Yamandú Cruz       | Nominado  | [ 8 ] [ 9 ] |
| 2012 | Premios Iris | Mejor Película | Artigasː La Redota | Nominados | [ 8 ] [ 9 ] |
| 2012 | Premios Iris | Mejor Director | César Charlone     | Ganador   | [ 8 ] [ 9 ] |